# نقشه فرار ۲: جهنم
نقشه فرار ۲ (به انگلیسی: Escape Plan 2: Hades) یک فیلم اکشن و دلهره‌آور آمریکایی به کارگردانی استیون سی میلر که در سال ۲۰۱۸ منتشر شد. این فیلم دنباله‌ای بر فیلم نقشه فرار (فیلم ۲۰۱۳) و دومین قسمت از مجموعه فیلم‌های نقشه فرار است. سیلوستر استالونه، دیوید باتیستا، خوانگ شیائومینگ، جیمی کینگ، جسی متکالف، وس چتهم، تیتوس ولیور، فیفتی سنت ایفای بازیگران اصلی هستند. این فیلم به صورت ویدئویی در ایالات متحده منتشر شد اما در کشورهایی مانند روسیه در ۲۸ ژوئن ۲۰۱۸ و در چین در ۲۹ ژوئن ۲۰۱۸ اکران شد. این فیلم نقدهای منفی منتقدان را دریافت کرد. ۱۷٫۶ میلیون دلار در برخی از سینماها و ۴٫۲ میلیون دلار در بازار داخلی در مقابل بودجه تولید ۲۰ میلیون دلار به دست آورد. قسمت بعدی این فیلم با عنوان نقشه فرار ۳ در سال ۲۰۱۹ منتشر شد.
فیلم سوم حتی قبل از پایان فیلمبرداری قسمت دوم وارد مراحل اولیه توسعه شد. استالونه دوباره برای ایفای نقش خود در نقش ری برسلین قرارداد امضا کرد. فیلمبرداری در سپتامبر ۲۰۱۷ آغاز شد. نقشه فرار ۳ بودجه تولید کمتری داشت، اما در مقایسه با فیلم دوم، نقدهای مثبت بیشتری دریافت کرد.

## خلاصه داستان
وقتی که یکی از بهترین و در عین حال قابل اعتمادترین همکاران ری برسلین (سیلوستر استالونه) دزدیده می‌شود و به داخل یکی از پیشرفته‌ترین زندان‌ها انتقال می‌یابد، ری به ناچار به دنبال پیدا کردن ردی از دوستش با استفاده از کمک برخی از همکاران قدیمی‌اش می‌رود.